# Dhatau
Dhatau es una ciudad censal situada en el distrito de Raigad en el estado de Maharashtra (India). Su población es de 5066 habitantes (2011). Se encuentra  a 61 km de Bombay y a 67 km de Pune.

## Demografía
Según el censo de 2011 la población de Dhatau era de 5066 habitantes, de los cuales 2874 eran hombres y 2192 eran mujeres. Dhatau tiene una tasa media de alfabetización del 84,09%, superior a la media estatal del 82,34%: la alfabetización masculina es del 88,37%, y la alfabetización femenina del 78,45%.